# Cheng Man Ching
Dans ce nom, le nom de famille, Chen, précède le nom personnel.
Cheng Man Ching, Cheng Man-ch'ing ou Zheng Manqing, (trad. 鄭曼青, simpl. 郑曼青, pinyin : Zhèng Mànqīng), né le 29 juillet 1902 à Yongjia (Chine) et mort le 26 mars 1975 à Taïwan, est un maître de Tai chi chuan (art martial interne), disciple du célèbre Yang Chengfu.

## Biographie
Jeune homme, il tomba gravement malade (tuberculose) et, dans l’espoir de surmonter la maladie, il apprit le Tai-chi style Yang chez le célèbre Yang Chengfu entre 1928 et 1935. Grâce à sa pratique assidue, il fut guéri.
Par la suite, il synthétisa, à partir de la forme Yang traditionnelle en 108 postures, la forme en 37 pas.
En 1949 il dut s'expatrier et rejoindre Taïwan comme l'ont fait de nombreux autres maîtres d'arts martiaux et d’intellectuels et y fonda l’école de Tai chi chuan "Shr Zhong" , "le juste rythme".
Puis en 1964 il se rendit aux États-Unis, où il ouvrit une école de tai-chi à New York.
En 1974, il retourna à Taïwan pour publier son livre de commentaires sur le Tao Te Ching de Lao Tzeu. Une fois son œuvre achevée, il déclara à des proches : "Si je dois mourir, je n’aurai aucun regret". Le 26 mars 1975, il quitta ce monde. Des funérailles nationales eurent lieu.
Cheng Man Ching de son vivant n’a jamais prétendu avoir fondé son style. Il était respectueux de la filiation d’avec son maître, Yang ChengFu. C’est après sa mort que certains de ses élèves et disciples commencèrent à parler d’un style Cheng Man Ching.
Son enseignement rayonne toujours à Taïwan, en Asie du Sud-est, aux États-Unis, en Europe et même en Chine Populaire où il est désormais reconnu dans l'histoire officielle du Tai chi chuan.

## Distinctions
Le Professeur Cheng Man Ching reste dans la mémoire de tous comme le "maître aux cinq excellences" de par sa maîtrise de la calligraphie, la poésie, la peinture, la médecine et le Tai chi chuan.
Peintre et calligraphe célèbre dès sa jeunesse, il obtient en 1922, le poste de professeur de littérature aux Universités de Pekin et de Shanghai et est nommé à la tête du Département de Peinture Traditionnelle Chinoise à l'Académie des beaux-Arts de Shanghai. Ses œuvres sont aujourd'hui exposées au Palais National de Taïwan.

## Œuvres

### Ouvrages de Cheng Man Ching traduits en français
- La Nouvelle Méthode d'apprentissage personnel du Tai Chi Ch'uan selon Maître Cheng, traduction et notes de Jean-Jacques Sagot au Courrier du Livre, 2001.
- Les Treize Traités de Maître Cheng sur le Tai Chi Ch'uan, traduction de Jean-Jacques Sagot au Courrier du Livre, 1998.
- Lao Tzeu, Mes mots sont faciles à comprendre : Conférences sur le Tao Te Ching, avec Tam C. Gibbs, traduction Serge Mairet, Courrier du Livre.

### Ouvrages bibliographiques
- Le Tao du professeur Cheng : La Porte du miracle, Wolfe Lowenthal, Guy Trédaniel, 1997
- Professeur Cheng Man-Ch'ing : un grand maître de tai-chi parle, Wolfe Lowenthal et Vincent Béja, 2009
- Le Maître des 5 Excellences, Mark Hennessy, traduction Serge Mairet, Courrier du Livre, 2012

### Ouvrages en anglais
- Tai Chi Chuan: A Simplified Method of Calisthenics for Health, 1982
- Gateway to the Miraculous: Further Explorations in the Tao of Cheng Man-Ch'Ing, Wolfe Lowenthal, 1994
- Cheng Man-Ch'Ing: Essays on Man and Culture, 1997
- Master Cheng's New Method of T'ai Chi Self-Cultivation, avec Mark Hennessy
- There Are No Secrets: Professor Cheng Man-Ch'Ing and His Tai Chi Chuan, Wolfe Lowenthal